# موسم صيد الغزلان
موسم صيد الغزلان، رواية للكاتب أحمد مراد صدرت عام 2017 عن دار الشروق.

## موضوع الرواية
في مُستقبل بعيد، وفي توقيت مرور الُمَذَّنب بالسماء، يستيقظ «نديم» على وميضٍ بعدسته؛ «تم تسجيل حلم واحد»؛ سيدة غجرية حمراء الشعر تقف في قاع البحر، ترفع رأسها لتنظر ناحيته. وبعد ساعاتٍ من حلمه، وفي أثناء إلقاء محاضرته على المسرح، يتفاجأ بالغجرية تجلس بين الحاضرين! في ذلك اليوم سيتلقى «نديم» دعوة لزيارة غير متوقعة، تجربة يتمنى الكثيرون خوضها...
ما داموا لا يدركون نهايتها...
فبعض الحقائق من الأفضل أن تبقى في الظلام.في روايته السادسة، وبدون مرور بالحاضر، ينطلق الكاتب أحمد مراد مباشرةً من التاريخ المصري القديم إلى المستقبل.. رواية تتنبأ بعالَم تُلقَى بذورە الآن، وتناقش الصراعَ الأبدي بين العقل، وأعظم القناعات على الإطلاق.

## كاتب الرواية
أحمد مراد، كاتب ومُصَوِر ومُصَمِم رسُوِميَات. من مواليد القاهرة عام 1978. تخرج من مدرسة «ليسيه الحرية» قبل أن يلتحق بالمعهد العالي للسينما قسم التصوير السينمائي، تخرج عام 2001 ونالت أفلام تخرجه «الهائمون - الثلاث ورقات - وفي اليَوم السابع» جوائز للأفلام القصيرة في مهرجانات بإنجلترا وفرنسا وأوكرانيا. صدرت له رواية «فيرتيجو» (2007)، وتُرجمت إلى الإنجليزية والفرنسية والإيطالية وتم تحويلها إلى مسلسل عام 2012. وصدر له رواية «تراب الماس» عن دار الشروق (2010) التي تُرجمت إلى الإيطالية، بالإضافة إلى رواية «الفيل الأزرق» (2012).

## وصلات خارجية
- صفحة رواية موسم صيد الغزلان على موقع جود ريدز